# Шалитрена пећина
Шалитрена пећина је смештена у оквиру споменика природе Рибница, у атару селу Брежђе, удаљеном око шест километара од Мионице и три километра узводно од Рибничке пећине и Манастира Рибница. Налази се на списку споменика културе од великог значаја.

## Археолошки радови
Шалитрена пећина је откривена током рекогносцирања долине реке Рибнице које је, крајем седамдесетих година прошлог века, обавила група младих истраживача из Ваљева. Од 2004, истраживања Шалитрене пећине преузео је Народни музеј из Београда, који започиње систематска археолошка ископавања. Ова истраживања се реализују у оквиру ширег пројекта Народног музеја, под насловом Култура и уметност у палеолиту и мезолиту Србије. Руководилац истраживања је Бојана Михаиловић.

## Налази
Археолошко налазиште садржи најстарије остатке повременог станишта праисторијских ловаца који су овде живели у средњем палеолиту, пре 80 000 – 40.000 година старе ере. На основу наших досадашњих сазнања може се рећи да Шалитрена пећина у овом моменту представља за сада најбогатије и најзначајније палеолитско налазиште у Србији, једино граветијенско налазиште на простору западног Балкана, а свакако једно од најбогатијих и најзначајнијих горњепалеолитских налазишта у југоисточној Европи.